# Total Overdose
Total Overdose (apărut în SUA sub numele Total Overdose: A Gunslinger's Tale in Mexico) este un joc video de acțiune/aventură, dezvoltat de Deadline Games. A fost editat de Sci Entertainment în Europa și de Eidos în America de Nord. Varianta pentru PSP este intitulată Chili Con Carnage.
Protagonistul jocului este Ramirez Cruz aka El Gringo Loco. El este trimis sub acoperire de la agenția de poliție DEA, pentru căutarea ucigașului tatălui său. Acesta întâlnește un dealer de droguri și tequilla, este angajat de el să îi îndeplinească diferite misiuni. Acesta îndeplinește 2-3 misiuni dar este întrerupt de DEA. Mai apoi acest mafiot este vânat și ucis, pentru a afla cine manevrează de fapt sforile.